# Trin
Trin (do 1943 Trins) – miejscowość i gmina w Szwajcarii, w kantonie Gryzonia, w regionie Imboden.

## Demografia
W Trin mieszka 1 479 osób. W 2020 roku 13,2% populacji gminy stanowiły osoby urodzone poza Szwajcarią. 

## Transport
Przez teren gminy przebiega droga główna nr 19.